# Expression (mathématiques)

Expression mathématique

Une expression en mathématiques est une combinaison de symboles finie et logique. Ces symboles peuvent représenter des nombres, des variables, des opérations, des fonctions et d'autres symboles syntaxiques tels que des parenthèses.
Si la suite de symboles ne suit pas les règles de syntaxe, elle n'est pas une expression mathématique valide.
Expression arithmétique :
{\displaystyle [(40-36)\times 4-({\frac {38}{2}})\times 2]+[5\times (26-{\frac {8}{4}})+36\times 2]}
Expression booléenne :
{\displaystyle 10+41\times x=420}
Certaines expressions peuvent être simplifiées, en utilisant les propriétés sémantiques  associées aux objets syntaxiques utilisés, par exemple, les expressions prises en exemples peuvent être respectivement simplifiées en :

{\displaystyle (4\times 4-19\times 2)+(5\times 22+36\times 2)=-22+(110+72)=160}

(avec pour relation d'équivalence l'égalité et en utilisant les propriétés arithmétiques usuelles de l'addition, la multiplication et la division entières)

{\displaystyle 10+41\times x-10=420-10\Leftrightarrow 41\times x=410\Leftrightarrow x={\frac {410}{41}}\Leftrightarrow x=10}

(en utilisant l'équivalence booléenne comme relation d'équivalence et les propriétés de l'égalité et arithmétiques classiques)